# Le Captif (film)
Le Captif est un film français réalisé par Maurice Labro, sorti en 1963.

## Synopsis
L'avion de l'ingénieur Hamelin s'écrase dans la jungle sud-vietnamienne. Hamelin tombe entre les mains de deux bandits qui veulent le vendre à Wang, grand trafiquant.

## Fiche technique
- Titre : Le Captif
- Réalisation : Maurice Labro
- Scénario : Georges Godefroy d'après son roman Un homme à vendre, Guy Lionel, Jean Meckert
- Musique : Paul Durand
- Producteur : Émile Darbel
- Pays d'origine :  France
- Langue : Français
- Format : Noir et blanc
- Genre : Film dramatique
- Durée : 85 minutes
- Dates de sortie :
  -  France 7 août 1963

## Distribution
- Jean Chevrier : Hamelin
- Barbara Laage : Sylvie Hamelin
- André Versini : le Doc
- Fivos Razi : Rougier
- Gib Grossac : le planteur